# Norrlandsterräng
Norrlandsterräng är en terrängtyp som dominerar i Norrlands och nordöstra Svealands barrskogsområden. Den sydliga gränsen för terrängtypen sammanfaller väl med den Biologiska norrlandsgränsen, som identifierades av Rutger Sernander. Terrängtypen domineras av bergkullsterräng och bergkullslätter. Topografin i terrängtypen har en relief om 50-400 meter.